# Агарыши
Агарыши — деревня в Износковском районе Калужской области России. Входит в сельское поселение «Село Извольск»

## География
Расположено у ручья Чёрный. Рядом — Колодези.

## Топоним
Огарыш — имя-прозвище, означающее огоревший, огарок свечи, уголек.

## История
Относилось к Юхновскому уезду Смоленской губернии.
В 1914-м году относилось к Воскресенской волости Юхновского уезда.
В немецко-фашистскую оккупацию была полностью уничтожена.

## Население
| 2002 | 2010 |
| ---- | ---- |
| 7    | ↘0   |